# Stvolínky
Stvolínky – miejscowość i gmina (obec) w Czechach, w kraju libereckim, w powiecie Česká Lípa. W 2022 roku liczyła 320 mieszkańców.